# 清朝鳳山縣知縣列表
本表按年代列出了清治臺灣中鳳山縣的歷任知縣。清朝自康熙二十三年（1684年）將明鄭下轄的大員地區納入版圖，劃歸福建省臺廈道起，即設有鳳山縣，至光緒二十一年（1895年）割讓福建臺灣省給日本為止，共有一百三十七任鳳山縣知縣。

## 福建省臺灣府鳳山縣時期
| 姓名     | 籍貫                     | 出身           | 上任 （中曆）                                                          | 上任 （西曆）  | 卸任 （中曆）                              | 卸任 （西曆）  | 備註                                                                                             |
| -------- | ------------------------ | -------------- | ---------------------------------------------------------------------- | -------------- | ------------------------------------------ | -------------- | ------------------------------------------------------------------------------------------------ |
| 楊芳聲   | 直隸萬全左衛             | 歲貢           | 康熙二十三年由同安知縣調任                                             | 1684年         | 康熙二十八年任滿                           | 1689年         | 陞任戶部江南司主事                                                                               |
| 閔達     | 江西南昌縣               | 康熙己酉舉人   | 康熙二十九年任                                                         | 1690年         | 康熙三十三年任滿                           | 1694年         | 陞任行人司行人                                                                                   |
| 朱繍     | 陝西鳳翔縣               | 康熙乙丑進士   | 康熙三十四年由仙遊知縣調任                                             | 1695年         | 康熙三十八年以憂去                         | 1699年         |                                                                                                  |
| 劉國輔   | 漢軍正紅旗               | 歲貢           | 康熙三十八年由福安知縣調任                                             | 1699年         | 任滿                                       |                | 陞任湖廣知府                                                                                     |
| 趙純禧   | 盛京遼陽州               | 監生           | 以臺防同知兼攝。                                                       |                |                                            |                |                                                                                                  |
| 宋永清   | 漢軍正紅旗               | 監生           | 康熙四十三年秋由武平知縣調任                                           | 1704年         | 任滿陞任直隸延慶知州                       |                |                                                                                                  |
| 洪一棟   | 湖北應山縣               | 貢生           | 以臺防同知攝（在任十月）                                               |                |                                            |                |                                                                                                  |
| 時惟豫   | 漢軍鑲藍旗               | □貢            | 康熙五十一年由武平知縣調任                                             | 1712年         | 康熙五十六年任滿                           | 1717年         | 陞任泉州府厦防同知                                                                               |
| 李丕煜   | 直隶泺州                 | 歲貢           | 康熙五十六年由南平知縣調任                                             | 1717年         |                                            |                |                                                                                                  |
| 王珍     | 山西長治縣               | 康熙辛酉副贡   | 康熙六十年春以臺灣知府兼攝                                             | 1721年         | 康熙六十年五月以疾卒於任                   | 1721年6月      |                                                                                                  |
| 劉光泗   | 山東單縣                 | 歲貢           | 由海澄知縣調署                                                         | 1721年6月      | 康熙六十一年囘任海澄知縣                   | 1722年         |                                                                                                  |
| 靳樹畹   | 漢軍鑲黃旗               | 康熙己酉副貢   | 康熙六十一年（由南靖知縣調?）任                                        | 1722年         | 康熙六十一年以疾卒於任                     | 1722年         |                                                                                                  |
| 楊毓健   | 湖北長陽縣               | □貢            | 康熙六十一年秋以臺防同知調攝                                           | 1722年         | 雍正元年八月？囘任臺防同知                 | 1723年         |                                                                                                  |
| 蕭震     | 湖北溍江縣               | 康熙丙戌進士   | 雍正元年由漳平知縣調任                                                 | 1723年         |                                            |                |                                                                                                  |
| 彭之曇   | 湖南湘潭縣               | □貢            | 雍正七年署                                                             | 1729年         | 雍正七年被參去                             | 1729年         |                                                                                                  |
| 熊琴     | 四川安縣                 | 康熙戊子舉人   | 雍正七年由龍溪知縣調任                                                 | 1729年         |                                            |                |                                                                                                  |
| 錢洙     | 四川安縣                 | 康熙戊子舉人   | 雍正十一年任                                                           | 1733年         |                                            |                |                                                                                                  |
| 陳同善   | 陕西三原縣               | 康熙丁酉举人   | 以彰化知縣署，雍正十二年在任                                           | 1734年         |                                            |                |                                                                                                  |
| 林鵬飛   | 廣東潮陽縣               | 雍正庚戌進士   | 雍正十三年任                                                           | 1735年         |                                            |                |                                                                                                  |
| 方邦基   | 浙江仁和縣               | 雍正庚戌進士   | 雍正十三年六月由沙縣知縣調補，十二月十六日到任                         | 1735年8月      | 任滿以憂去                                 | 1725年         |                                                                                                  |
| 程芳     | 安徽休寧縣               | 歲貢           | 乾隆三年由永定知縣調任六月以後到任                                     | 1738年         |                                            |                |                                                                                                  |
| 鄒承垣   | 江蘇無錫縣               | 雍正癸酉進士   | 乾隆六年十月由南靖知縣調任                                             | 1741年11月     |                                            |                |                                                                                                  |
| 呂鍾琇   | 廣東饒平縣               | 雍正丙午舉人   | 乾隆九年十一月由將樂知縣調任                                           | 1744年12月     | 大計卓異進京引見                           | 1746年8月      |                                                                                                  |
| 趙軾臨   | 浙江蕭山縣               | 監生           | 乾隆十一年七月以羅漢門縣丞署                                           | 1746年8月      |                                            |                |                                                                                                  |
| 魯光鼎   | 浙江會稽縣               | 監生           | 乾隆十二年七月以萬丹縣丞署                                             | 1747年8月      | 乾隆十二年十月卸                           | 1747年11月     |                                                                                                  |
| 呂鍾琇   | 廣東饒平縣               | 雍正丙午舉人   | 乾隆十二年十月囘任                                                     | 1747年11月     |                                            |                |                                                                                                  |
| 王如璋   | 江西廬陵縣               | 監生           | 乾隆十三年六月由臺灣府經歷調任                                         | 1748年7月      |                                            |                |                                                                                                  |
| 魯光鼎   | 浙江會稽縣               | 監生           | 乾隆十三年閏七月以萬丹縣丞再署                                         | 1748年         |                                            |                |                                                                                                  |
| 陳志泰   | 江蘇甘泉縣               | 康熙丁酉舉人   | 乾隆十四年由泰寧知縣調任                                               |                | 以勞卒於任                                 | 1751年8月      |                                                                                                  |
| 吳開福   | 安徽全椒縣               | 監生           | 乾隆十六年六月以羅漢門縣丞署                                           | 1751年8月      |                                            |                |                                                                                                  |
| 吳士元   | 河南固始縣               | 舉人           | 乾隆十七年三月任                                                       | 1752年4月      | 乾隆十九年六月調署彰化知縣                 | 1754年8月      |                                                                                                  |
| 嵇璇     | 江蘇長洲縣               | 監生           | 乾隆十九年五月以笨港縣丞署                                             | 1754年7月      |                                            |                |                                                                                                  |
| 丁居信   | 江蘇儀徵縣               | 乾隆壬戌進士   | 乾隆二十年九月任                                                       | 1755年10月     |                                            |                |                                                                                                  |
| 秦其煟   | 廣西臨桂縣               | 舉人           | 乾隆二十三年十二月由詔安知縣調任                                       | 1759年1月      |                                            |                |                                                                                                  |
| 張天德   | 貴州貴筑縣               | 拔貢           | 乾隆二十四年十一月以笨港縣丞署                                         | 1760年1月      |                                            |                |                                                                                                  |
| 王瑛曾   | 江蘇金匱縣               | 乾隆甲子舉人   | 乾隆二十五年八月由閩清知縣調任                                         | 1760年9月      | 乾隆二十九年陞任貴州黃平州知州             | 1764年5月      |                                                                                                  |
| 譚垣     | 江西龍南縣               | 乾隆戊辰進士   | 乾隆二十九年四月由政和知縣調任，五月到任                               | 1764年5月      | 乾隆三十二年四月任滿晉秩卸                 | 1767年5月      |                                                                                                  |
| 方輔悟   | 安徽桐城縣               | □貢            | 乾隆三十二年由長汀知縣調任                                             | 1767年         | 乾隆三十四年七月前革職                     | 1769年8月      | 以虧空銀米革職。後奉旨以知縣需次江蘇補儀徵知縣。                                                 |
| 韓琮     | 直隸通州                 | 舉人           | 以俸滿彰化知縣署                                                       | 1769年8月      | 乾隆三十五年四月二十六日卸                 | 1770年5月21日  |                                                                                                  |
| 陸祖庚   | 江蘇青浦縣               |                | 以阿里港縣丞署                                                         | 1770年5月21日  |                                            |                |                                                                                                  |
| 楊廷樺   | 順天府大興縣             | 乾隆丁丑進士   |                                                                        |                | 乾隆三十四年十二月二十一日奉旨陞補淡水同知 | 1770年1月17日  |                                                                                                  |
| 姚咨羲   | 廣西賀縣                 | 舉人           | 乾隆三十四年十二月二十一日奉旨由閩清知縣調補，三十五年到任             | 1770年1月17日  |                                            |                |                                                                                                  |
| 劉亨基   | 湖南湘潭縣               | 乾隆庚午舉人   | 乾隆三十八年以前任                                                     | 1773年         |                                            |                |                                                                                                  |
| 李桐     | 浙江仁和縣               | 舉人           | 乾隆四十三年以前任                                                     | 1778年         | 乾隆四十四年正月二十三日奉旨革職           | 1779年3月10日  |                                                                                                  |
| 徐英     | 江蘇常熟縣               | 監生           | 乾隆四十八年以笨港縣丞署                                               | 1783年         | 旋囘任笨港縣丞                             |                |                                                                                                  |
| 湯大奎   | 江蘇武進縣               | 乾隆癸未進士   | 乾隆四十八年由連江知縣調任                                             | 1783年         | 任滿乾隆五十一年十二月十三日殉職           | 1787年1月31日  | 莊大田案鳳山城陷殉職                                                                             |
| 楊超     | 福建同安縣               | 軍功六品銜     | 從恢復鳳山城奉檄權攝縣事                                               | 1787年1月31日  | 越七日疾卒於任                             | 1786年8月8日   |                                                                                                  |
| 張升吉   | 浙江烏程縣               | 舉人           | 乾隆五十一年閏七月十五日奉旨由將樂知縣調署，五十二年到任               | 1786年8月8日   | 乾隆五十五年革職                           | 1790年         |                                                                                                  |
| 常明     |                          |                | 乾隆五十四年在任                                                       | 1789年         |                                            |                |                                                                                                  |
| 史必大   | 山西榆次縣               | 舉人           | 乾隆五十五年九月初一日奉旨由寧德知縣調補，五十六年到任                 | 1790年10月8日  | 乾隆五十六年十月十八日卸推陞都察院經歷     | 1791年11月13日 |                                                                                                  |
| 林昌炎   | 廣東平遠縣               | □貢            | 乾隆五十六年十月十八日由署臺灣知縣調署                                 | 1791年11月13日 | 乾隆五十七年閏四月初八日卸                 | 1792年         |                                                                                                  |
| 徐英     | 江蘇常熟縣               | 監生           | 乾隆五十六年十月二十一日奉旨以署澎湖通判補授，五十七年閏四月初八日到任 | 1791年11月16日 |                                            |                |                                                                                                  |
| 翟灝     | 山東淄川縣               | 增貢           | 署，乾隆五十八年四月在任                                               | 1793年         |                                            |                |                                                                                                  |
| 張植發   |                          |                | 就任資料未記載                                                         |                | 乾隆六十年以前卸                           | 1795年         |                                                                                                  |
| 張祥辰   | 直隸滋州                 | 拔貢           | 乾隆五十八年任                                                         | 1793年         |                                            |                |                                                                                                  |
| 彭邦經   | 江西南昌縣               | 監生           | 以下淡水縣丞代理                                                       |                |                                            |                |                                                                                                  |
| 吳兆麟   | 江蘇無錫縣               | 副貢           | 嘉慶五年由壽寧知縣調任                                                 | 1800年         | 嘉慶十年蔡牽案陣亡                         | 1805年         |                                                                                                  |
| 顏凌霄   | 福建晉江縣               | 嘉慶戊午舉人   | 以鳳山訓導護理                                                         | 1805年         |                                            |                |                                                                                                  |
| 陳起鯤   | 江西崇仁縣               | 乾隆丙午舉人   | 嘉慶八年十二月在任                                                     | 1804年1月      |                                            |                |                                                                                                  |
| 姚文蔚   | 廣東平遠縣               | □貢            | 以下淡水縣丞代理                                                       | 1804年1月      | 嘉慶十一年四月囘任下淡水縣丞               | 1806年6月      |                                                                                                  |
| 陳起鯤   | 江西崇仁縣               | 乾隆丙午舉人   | 嘉慶十一年四月由嘉義知縣調署                                           | 1806年6月      | 嘉慶十二年十二月陞澎湖通判                 |                |                                                                                                  |
| 程文炘   | 河南商城縣               | 監生           | 嘉慶十三年三月在任                                                     | 1808年4月      |                                            |                |                                                                                                  |
| 周元梓   | 浙江仁和縣               | 監生           | 嘉慶十五年任                                                           | 1810年         |                                            |                |                                                                                                  |
| 滿福     | 滿洲鑲黃旗               |                | 嘉慶十六年任                                                           | 1811年         |                                            |                |                                                                                                  |
| 李汝霖   | 直隸天津縣               | □貢            | 嘉慶十七年任                                                           | 1812年         |                                            |                |                                                                                                  |
| 顧朝棟   | 浙江會稽縣               | 監生           | 嘉慶十七年任                                                           | 1812年         | 嘉慶十九年卸                               | 1814年         |                                                                                                  |
| 吳性誠   | 湖北黃安縣               | 廪貢           | 嘉慶十九年以下淡水縣丞署                                               | 1814年         | 嘉慶二十二年卸                             | 1817年         |                                                                                                  |
| 陳蒸     | 雲南彌勒縣               | 嘉慶辛未進士   | 嘉慶二十二年以代理臺防同知署                                           | 1817年         | 嘉慶二十二年七月二十七日陞署噶瑪蘭通判     | 1817年9月8日   |                                                                                                  |
| 龐周     | 江蘇江寧縣               | 監生           | 嘉慶二十二年由笨港縣丞調署，嘉慶二十二年十二月在任                     | 1817年         |                                            |                |                                                                                                  |
| 段光煃   | 湖北監利縣               | 監生           | 嘉慶二十五年以後以下淡水縣丞署                                         | 1820年         | 道光二年十一月以前囘署下淡水縣丞           | 1822年12月     |                                                                                                  |
| 杜紹祁   | 江蘇無錫縣               | 嘉慶庚辰進士   | 道光二年九月以前署                                                     | 1822年10月     | 道光四年五月初八日陞署臺防同知             | 1824年6月4日   |                                                                                                  |
| 劉功傑   | 湖南長沙縣               | 道光癸未進士   | 道光四年署                                                             | 1824年         | 道光四年十月二十六日撤職                   | 1824年12月16日 |                                                                                                  |
| 杜紹祁   | 江蘇無錫縣               | 嘉慶庚辰進士   | 道光四年十月二十六日由署臺防同知囘署                                   | 1824年12月16日 | 道光七年陞任淡水同知                       | 1827年         |                                                                                                  |
| 徐必觀   | 江西奉新縣               | 嘉慶壬戌進士   | 道光七年三月初二日（由詔安知縣調?）署，閏五月二十七日實任              | 1827年3月28日  | 道光十年九月十五日卸十二月十五日署臺灣知縣 | 1831年1月28日  |                                                                                                  |
| 托克通阿 | 滿洲正藍旗宗室           | 嘉慶丙子舉人   | 道光十年九月十五日由署彰化知縣調署                                     | 1830年10月31日 | 道光十二年十二月二十二日卸                 | 1833年2月11日  | 陞直隸州州同                                                                                     |
| 徐必觀   | 江西奉新縣               | 嘉慶壬戌進士   | 道光十二年十二月二十二日再任                                           | 1833年2月11日  | 道光十四年十一月十六日卸                   | 1834年12月16日 |                                                                                                  |
| 丁文燾   | 江蘇陽湖縣               | 監生           | 道光十四年十一月十六日代理                                             | 1834年12月16日 | 道光十五年四月初一日卸                     | 1835年4月28日  |                                                                                                  |
| 易金杓   | 江蘇儀徵縣               | 監生           | 道光十五年四月初一日代理                                               | 1835年4月28日  | 道光十五年八月初一日卸                     | 1835年9月22日  |                                                                                                  |
| 葉之筠   | 江西新建縣               | 嘉慶庚申舉人   | 道光十五年七月由政和知縣調任署噶瑪蘭通判                               | 1835年9月      |                                            |                |                                                                                                  |
| 魏瀛     | 湖南衡陽縣               | 嘉慶丁卯舉人   | 道光十五年八月初一日以南安知縣代理後實授                               | 1835年9月22日  | 道光十七年正月二十五日以劾卸               | 1837年3月1日   |                                                                                                  |
| 曹謹     | 河南河內縣               | 嘉慶丁卯科舉人 | 道光十七年正月二十五日由署閩縣知縣調署，十八年二月二十八日奉文准補     | 1837年3月1日   | 道光二十一年七月初一日卸陞署淡水同知       | 1841年8月17日  |                                                                                                  |
| 白鶴慶   | 河南河內縣               | 監生           | 道光二十一年七月初一日以笨港縣丞代理                                   | 1841年8月17日  | 道光二十二年正月二十二日卸                 | 1842年3月3日   |                                                                                                  |
| 仝卜年   | 山西平陸縣               | 嘉慶辛未進士   | 道光二十二年正月二十二日以臺防同知攝                                   | 1842年3月3日   | 道光二十二年三月初三日卸                   | 1842年4月13日  |                                                                                                  |
| 魏彥儀   | 江蘇陽湖縣               | 內閣供事       | 道光二十二年三月初三日任                                               | 1842年4月13日  | 道光二十五年正月二十六日卸                 | 1845年3月4日   |                                                                                                  |
| 玉庚     | 漢軍正黃旗（一作正藍旗） | 蔭生           | 道光二十五年正月二十六日以雲霄同知代理                                 | 1845年3月4日   | 道光二十六年閏五月初六日卸                 | 1846年         |                                                                                                  |
| 蔣律武   | 江西鉛山縣               | 翰林院供事     | 道光二十六年閏五月初六日署                                             | 1846年         | 道光二十七年二月初九日卸                   | 1847年3月25日  |                                                                                                  |
| 郭兆榮   | 陝西商州                 | 道光辛巳舉人   | 道光二十七年二月初九日署                                               | 1847年3月25日  | 道光二十七年九月初六日卸                   | 1847年10月14日 |                                                                                                  |
| 丁曰健   | 直隸宛平縣               | 道光乙未舉人   | 道光二十七年九月初六日署                                               | 1847年10月14日 | 道光二十八年十月初六日卸                   | 1848年11月1日  | 調署嘉義知縣                                                                                     |
| 高鴻飛   | 江蘇高郵州               | 道光辛丑進士   | 道光二十八年十月初六日由彰化知縣調署                                   | 1848年11月1日  | 道光三十年三月初二日囘任彰化知縣           | 1850年4月13日  |                                                                                                  |
| 郭兆榮   | 陝西商州                 | 道光辛巳舉人   | 道光三十年三月初二日由署臺防同知調署                                   | 1850年4月13日  | 咸豐元年三月十五日卸                       | 1851年4月16日  |                                                                                                  |
| 唐均     | 浙江秀水縣               | 附生           | 咸豐元年三月十五日署                                                   | 1851年4月16日  | 咸豐二年正月二十六日卸                     | 1852年3月16日  |                                                                                                  |
| 王廷幹   | 山東安邱縣               | 道光庚子進士   | 咸豐二年正月二十六日署                                                 | 1852年3月16日  | 咸豐三年四月二十八日林恭案殉職             | 1853年6月4日   |                                                                                                  |
| 鄭元杰   | 浙江山陰縣               | 義首           | 咸豐三年六月初七日署                                                   | 1853年7月12日  | 咸豐四年十二月二十二日卸，調省察看         | 1855年2月8日   | 以林恭案陣亡之鳳山典史張樹春子厚仁誣控乃父係縣役黃添所殺而鄭元杰父子庇之被閩浙總督王懿德調省察看 |
| 張啟煊   | 浙江平陽縣               | 監生           | 咸豐四年十二月二十二日以署淡水同知攝                                   | 1855年2月8日   | 咸豐五年十月初一日卸                       | 1855年11月10日 |                                                                                                  |
| 黃體元   | 四川永川縣               | 生員           | 咸豐六年以前委署                                                       | 1856年         | 咸豐六年以前調署永春直隸州知州             | 1856年         |                                                                                                  |
| 羅憲章   | 雲南白鹽井               | 道光甲辰進士   | 咸豐五年十月初一日任                                                   | 1855年11月10日 | 咸豐九年三月十五日卸                       | 1859年4月17日  |                                                                                                  |
| 馬慶釗   | 四川成都縣               | 監生           | 咸豐九年三月十五日署                                                   | 1859年4月17日  | 咸豐十年三月二十四日卸                     | 1860年4月14日  |                                                                                                  |
| 羅憲章   | 雲南白鹽井               | 道光甲辰進士   | 咸豐十年三月二十四日再任                                               | 1860年4月14日  | 同治元年八月初一日卸                       | 1862年8月25日  |                                                                                                  |
| 張傳敬   | 貴州貴筑縣               | 內閣供事       | 同治元年八月初一日署                                                   | 1862年8月25日  | 同治二年八月初一日卸九月調任臺灣知縣       | 1863年10月     |                                                                                                  |
| 羅憲章   | 雲南白鹽井               | 道光甲辰進士   | 同治二年八月初一日囘任                                                 | 1863年9月13日  | 同治二年十一月初一日卸                     | 1863年12月11日 |                                                                                                  |
| 王衢     | 甘肅涇州                 | 吏員           | 同治二年十一月初一日兼署                                               | 1863年12月11日 | 同治三年十月初五日卸                       | 1864年11月3日  |                                                                                                  |
| 凌樹荃   | 安徽定遠縣               | 道光己酉舉人   | 同治三年十月初五日署                                                   | 1864年11月3日  | 同治六年二月初三日卸                       | 1867年3月8日   |                                                                                                  |
| 孫繼祖   | 浙江會稽縣               | 實錄館議敘     | 同治四年在任                                                           | 1865年         |                                            |                |                                                                                                  |
| 吳本杰   | 湖北鍾祥縣               | 附貢           | 同治六年二月初三日署                                                   | 1867年3月8日   | 同治六年八月十三日卸                       | 1867年9月10日  |                                                                                                  |
| 凌樹荃   | 安徽定遠縣               | 道光己酉舉人   | 同治六年八月十三日囘署                                                 | 1867年9月10日  | 同治七年二月十七日卸                       | 1868年3月10日  |                                                                                                  |
| 韓慶麟   | 直隸宛平縣               | 咸豐乙卯副貢   | 同治七年二月十七日署                                                   | 1868年3月10日  | 同治八年七月十五日卸                       | 1869年8月22日  |                                                                                                  |
| 嚴成儀   | 湖南龍陽縣               | 同治乙丑進士   | 同治八年七月十五日任                                                   | 1869年8月22日  | 同治九年八月二十五日卸                     | 1870年9月20日  |                                                                                                  |
| 區宅裕   | 廣東南海縣               | 道光己亥舉人   | 同治九年八月十五日署                                                   | 1870年9月10日  | 同治十年二月二十七日卸                     | 1871年4月16日  |                                                                                                  |
| 孫繼祖   | 浙江會稽縣               | 實錄館議敘     | 同治十年二月二十七日署                                                 | 1871年4月16日  | 同治十一年八月二十九日卸九月在任?          | 1872年10月1日  |                                                                                                  |
| 饒書升   | 安徽旌德縣               | 監生           | 同治十一年八月二十九日署                                               | 1872年10月1日  | 同治十一年十一月十一日卸                   | 1872年12月11日 |                                                                                                  |
| 陳(佚名) |                          |                | 同治十一年十月在任                                                     | 1872年11月     |                                            |                |                                                                                                  |
| 李莫煐   | 江蘇元和縣               | 監生           | 同治十一年十一月十一日署理                                             | 1872年12月11日 | 同治十三年四月初一日卸                     | 1874年5月16日  |                                                                                                  |
| 游熙     | 湖北江夏縣               | 監生           | 同治十三年四月初一日代理                                               | 1874年5月16日  | 同治十三年六月初四日卸                     | 1874年7月17日  |                                                                                                  |
| 傅以禮   | 直隸大興縣               | 監生           | 同治十三年六月初四日由署臺防同知調署                                   | 1874年7月17日  | 同治十三年七月十二日卸                     | 1874年8月23日  |                                                                                                  |
| 孫繼祖   | 浙江會稽縣               | 實錄館議敘     | 同治十三年七月十二日再署                                               | 1874年8月23日  | 光緒三年正月二十四日卸                     | 1877年3月8日   |                                                                                                  |
| 陳祚     | 雲南昆明縣               | 咸豐乙卯舉人   | 光緒三年正月二十四日代理                                               | 1877年3月8日   | 光緒三年八月十三日卸                       | 1877年9月19日  |                                                                                                  |
| 鄧厚成   | 江西新建縣               | 同治壬戌舉人   | 光緒三年八月十三日署                                                   | 1877年9月19日  | 光緒四年八月十八日卸                       | 1878年9月14日  |                                                                                                  |
| 鄧嘉繩   | 江蘇江寧縣               | 附貢           | 光緒四年八月十八日任                                                   | 1878年9月14日  | 光緒五年閏三月十一日卸                     | 1879年         |                                                                                                  |
| 饒世纓   | 江西廣昌縣               | 光緒丁丑進士   | 光緒五年閏三月十一日代理                                               | 1879年4月2日   | 光緒六年十月二十一日卸                     | 1880年11月23日 |                                                                                                  |
| 錢稼秋   | 浙江山陰縣               | 同治壬戌舉人   | 光緒六年十月二十一日署                                                 | 1880年11月23日 | 光緒七年十二月初三日卸                     | 1882年1月22日  |                                                                                                  |
| 武頌揚   | 甘肅秦州                 | 光緒庚辰進士   | 光緒七年十二月初三日署                                                 | 1882年1月22日  | 光緒九年七月十六日卸                       | 1883年8月18日  |                                                                                                  |
| 唐寶鑑   | 直隸靜海縣               | 咸豐辛亥舉人   | 光緒九年七月十六日署                                                   | 1883年8月18日  | 光緒十年八月十五日卸                       | 1884年10月3日  |                                                                                                  |
| 黃家鼎   | 浙江鄞縣                 | 監生           | 光緒十年八月十五日代理                                                 | 1884年10月3日  | 光緒十一年四月初八日卸                     |                |                                                                                                  |
| 馮譽騶   | 廣東高要縣               | 附貢           | 光緒十一年四月初八日署                                                 | 1885年5月21日  | 光緒十一年四月二十七日卸                   | 1885年6月9日   |                                                                                                  |
| 李嘉棠   | 廣東嘉應州               | 監生           | 光緒十一年四月二十七日以補用同知候補通判代理                           | 1885年6月9日   | 光緒十一年九月二十三日卸調任淡水知縣       | 1885年10月30日 |                                                                                                  |
| 張星鍔   | 四川峨眉縣               | 同治辛未進士   | 光緒十一年九月二十三日由署晉江知縣調任                                 | 1885年10月30日 | 光緒十二年十二月十七日卸                   | 1887年8月      | 調署埔裏社同知十三年六月革職                                                                     |
| 吳本杰   | 湖北鍾祥縣               | 附貢           | 光緒七年至十二年間由署彰化知縣調署                                     | 1887年8月      |                                            |                |                                                                                                  |
| 饒書升   | 安徽旌德縣               | 監生           | 光緒十二年十二月二十七日代理                                           | 1887年1月20日  | 光緒十三年二月二十九日卸                   | 1887年3月23日  |                                                                                                  |

## 臺灣省臺南府鳳山縣時期
| 姓名   | 籍貫       | 出身 | 上任 （中曆）                                    | 上任 （西曆）  | 卸任 （中曆）                                                        | 卸任 （西曆）  | 備註 |
| ------ | ---------- | ---- | ------------------------------------------------ | -------------- | -------------------------------------------------------------------- | -------------- | ---- |
| 吳元韜 |            |      | 光緒十三年二月二十九日以候補通判代理             | 1887年3月23日  | 光緒十四年撤任六月十一日卸九月二十六日奉旨革職仍責令隨同勘丈以觀後効 | 1888年10月30日 |      |
| 高光斗 |            |      | 光緒十四年六月十一日以留臺差遣之甘肅候補知縣代理 | 1888年7月19日  | 光緒十四年十一月初九日撤任十二月二十日奉旨革職                       | 1889年1月21日  |      |
| 張兆芝 |            |      | 光緒十四年十一月初九日由咨調來臺本任寧德知縣調署 | 1888年12月11日 | 光緒十五年五月二十六日卸                                             | 1889年6月24日  |      |
| 高晉翰 |            |      | 光緒十五年五月二十六日由署恆春知縣調署           | 1889年6月24日  | 光緒十六年閏二月十三日卸四月補授恆春知縣                             | 1890年6月      |      |
| 李麟圖 | 江蘇武進縣 |      | 光緒十六年閏二月十三日署                         | 1890年         | 光緒十六年十月十一日卸                                               | 1890年11月22日 |      |
| 李淦   |            |      | 光緒十六年十月十一日由署淡水知縣調署             | 1890年11月22日 | 光緒二十年三月二十五日卸                                             | 1894年4月30日  |      |
| 俞秉焜 |            |      | 光緒二十年三月二十五日由彰化知縣調任             |                | 光緒二十一年三月在任                                                 | 1894年4月30日  |      |
| 盧自鑅 |            |      | 光緒二十一年五月以候補府經歷署理                 | 1895年6月      |                                                                      |                |      |
| 吳桐林 |            |      | 資料未記載                                       |                |                                                                      |                |      |